# Neozygina bimaculata
Neozygina bimaculata är en insektsart som först beskrevs av Baker 1903.  Neozygina bimaculata ingår i släktet Neozygina och familjen dvärgstritar. Inga underarter finns listade i Catalogue of Life.